# Navahermosa (Sierra de Yeguas)

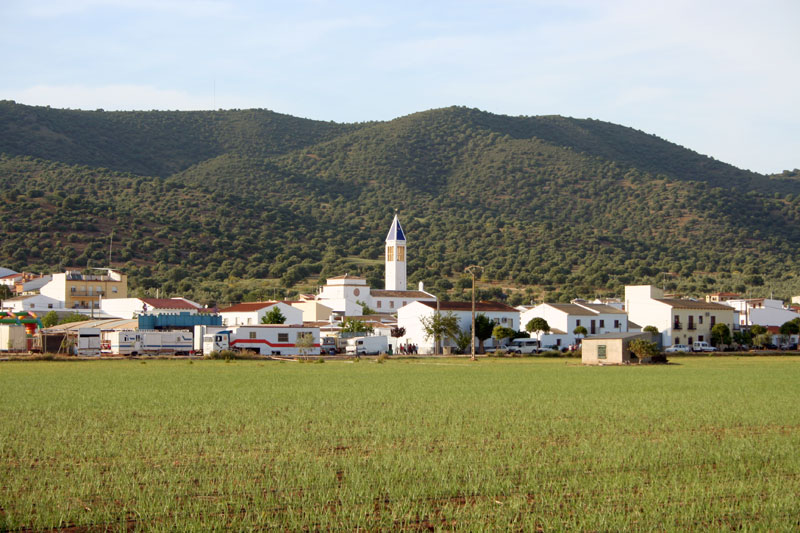
Vista de Navahermosa.

Navahermosa es una pedanía del municipio español de Sierra de Yeguas, en la provincia de Málaga (Andalucía). Fue uno de los 300 pueblos de colonización que el Instituto de Reforma y Desarrollo Agrario (IRYDA) creó en España. En los años 1950 y finales de esa década se hizo un primer reparto de las tierras y a principios de los 1960 se puso en pie el pueblo por los colonos. A cada colono se le dio 12 fanegas de tierra. Tardó tres años en construirse y a muchos de los que participaron en las obras les ofrecieron convertirse en colonos. La población llegó de Sierra de Yeguas. Al principio tenían que hacerse varios kilómetros al día para trabajar las tierras y, a veces, se quedaban a dormir en pequeñas chozas que ellos mismos construyeron, hasta que por fin se levantó el pueblo. Se construyeron 67 casas, aunque no todas se ocuparon. El canon que pagaban los colonos por las tierras se pagaba en grano.

## Lugares de interés
La Iglesia de San Isidro Labrador se encuentra en la plaza Alcalde García Hidalgo. Es de estilo moderno, ejecutada a mediados del siglo XX. Fue construida, casi en su totalidad, por personal serrano. La torre está construida por 4 pilares encofrados hasta llegar a la pirámide. El coro está construido con una vigueta a todo lo ancho de la iglesia por 1,10 metros de altura por 40 cm de anchura en acero y hormigón. Las dos imágenes posiblemente sean de la escuela madrileña, tanto el Cristo de la Clemencia y el Perdón como la Virgen María en cinta. La empresa madrileña constructora de la iglesia fue AGAR y Construcciones.

## Fiestas
- Romería de San Isidro Labrador, 15 de mayo